# The Uplift Mofo Party Plan
The Uplift Mofo Party Plan é o terceiro álbum de estúdio da banda estadunidense de rock Red Hot Chili Peppers, lançado em 29 de setembro de 1987 pela gravadora EMI. Devido às mudanças de formação do grupo, The Uplift Mofo Party Plan é o único álbum de estúdio com os quatro membros originais da banda: o vocalista Anthony Kiedis, o baixista Flea, o guitarrista Hillel Slovak e o baterista Jack Irons. Uplift tem o estilo funk rock, mas também conta com influências do reggae e do hard rock. Para o álbum, o Red Hot Chili Peppers recrutou um novo produtor, Michael Beinhorn, que incentivou os membros a expandirem seus horizontes musicais, a fim de criar um trabalho mais diversificado.
O processo de gravação foi difícil, pois muitas vezes Kiedis faltava às sessões para ir procurar drogas; no entanto a banda estava contente com seu novo trabalho. O álbum foi mais bem-sucedido que seus antecessores, tanto em crítica quanto comercialmente, sendo o primeiro do grupo a entrar na Billboard 200, onde alcançou o número 100, além de ter ganho certificado de ouro nos Estados Unidos. Poucas semanas depois da turnê de promoção do álbum, Hillel Slovak morreu devido a uma overdose de heroína, o que fez com que Irons decidisse sair da banda por não conseguir lidar com a morte do amigo. Esse disco foi responsável pela popularização da banda em outros continentes como a Europa e a América Latina.

## Antecedentes
Depois que o Red Hot Chili Peppers assinou um contrato com a EMI em 1983, os membros fundadores Hillel Slovak e Jack Irons deixaram a banda para se concentrarem em outro grupo, What Is This?. O vocalista Anthony Kiedis e o baixista Flea contrataram Jack Sherman como guitarrista e Cliff Martinez como baterista e gravaram seu álbum de estreia em 1984, The Red Hot Chili Peppers. Decepcionados com os resultados da produção, Kiedis e Flea substituíram Sherman por Slovak, que tinha saído de sua antiga banda algumas semanas antes. O segundo álbum, Freaky Styley, produzido por George Clinton, foi o primeiro com Slovak na banda. No início de 1986, começaram a trabalhar em seu próximo trabalho e a EMI deu aos Chili Peppers um orçamento de cinco mil dólares para a gravação de uma fita demo. O grupo optou por trabalhar com o produtor Keith Levene, porque ele usava drogas, assim como os membros do Chili Peppers. Pouco depois Martinez foi demitido e o baterista original Jack Irons voltou à banda, o que marcou a primeira vez em que todos os quatro membros fundadores estavam juntos desde 1983.
Kiedis e Slovak lutaram contra o vício em heroína, que piorou quando a banda estava se preparando para gravar Uplift. Devido a sua dependência química, Kiedis não tinha motivação para contribuir musicalmente com a banda. Ele foi convidado a deixar o grupo para se recuperar do vício e então visitou a sua mãe em Michigan para lhe pedir orientação, o que o fez ir para reabilitação imediatamente. Ele deu entrada na  clínica de reabilitação do Exército de Salvação  em Grand Rapids, uma experiência que inicialmente detestou, até perceber que as outras pessoas na clínica compreendiam seu problema e tentavam ajudá-lo. Ele se mudou para a casa da mãe após vinte dias na clínica, um tempo que marcou a primeira vez em que esteve completamente livre de drogas desde os onze anos de idade. Depois de completar sua temporada na reabilitação, Kiedis sentiu uma "nova onda de entusiasmo" e escreveu a letra de uma nova música durante o voo para casa, intitulada "Fight Like a Brave". Juntou-se ao Red Hot Chili Peppers em Los Angeles para gravar o álbum seguinte.

## Gravação e produção
Enquanto Kiedis estava na reabilitação, a banda procurava um novo produtor para seu próximo álbum. Michael Beinhorn estava procurando trabalho em gravações da EMI depois de vários projetos malsucedidos em outras gravadoras, até que foi sugerido a Beinhorn  trabalhar com o Red Hot Chili Peppers, já que "ninguém sabia o que fazer com eles". Beinhorn lembrou da situação: "Apesar de sua música, tudo parecia complicado, houve definitivamente um entusiasmo. Eu pensei que precisava de muita ajuda nos arranjos ... Eu também aprendi rapidamente que [os executivos] na gravadora realmente odiavam o Red Hot Chili Peppers, como abertamente os insultavam tanto a ponto de sequer quererem que a banda tivesse sucesso. Foi a coisa mais estranha." Ele acertou para se encontrar com a banda, e em vez de organizarem uma reunião formal, a banda propôs encontrá-lo em um clube em Nova Orleans, chamado Tipitina. Beinhorn ficou impressionado com a originalidade da banda e decidiu trabalhar com o quarteto. Kiedis então sentou-se com Beinhorn para discutir a gravação do álbum; Kiedis havia planejado gravar o álbum em dez dias e escrever as músicas durante as sessões de gravação.
O álbum foi gravado no porão do prédio da Capitol Records em Hollywood. Embora Kiedis estivesse limpo das drogas, seus sintomas de abstinência aumentaram, o que afetou suas contribuições musicais. Depois de cinquenta dias de sobriedade, Kiedis decidiu usar drogas novamente para comemorar sua nova música, o que levou a retomada de seu vício. O processo de gravação tornou-se difícil, com Kiedis muitas vezes desaparecendo para buscar drogas. Beinhorn recordou que "houve pontos na pré-produção onde eu realmente pensei que o álbum não ia ser feito." Kiedis sentiu "dor excruciante, culpa e vergonha", quando ia perder uma sessão de gravação, então ele iria tentar escrever as letras enquanto procurava drogas. Embora a banda estivesse chateada por seus frequentes usos de drogas e desaparecimentos, eles ficaram impressionados com sua produção musical no momento.
Embora o uso de drogas por Kiedis interrompesse o processo de gravação no início, o Red Hot Chili Peppers ainda tinha um momento agradável nas gravações do álbum. A banda foi inspirada pela recombinação de seu baterista original, Jack Irons, que acrescentou "um importante e diferente elemento para a química do grupo." Beinhorn incentivou a banda a expandir seus horizontes musicais no álbum, e apesar de os membros estarem inicialmente desconfortáveis, eles começaram a sentir que Beinhorn ajudaram-os a produzir seu melhor trabalho. Slovak ajudou Kiedis  a gravar seus vocais no álbum. Entre as tomadas, Slovak corria o estúdio de tanto entusiasmo dizendo: "Esta é a coisa mais linda que já fizemos." Slovak refletiu sobre sua profunda ligação com o álbum em seu diário: "Foi tão divertido que eu estou extremamente orgulhoso do trabalho de todos..." Durante uma sessão de jam, o guitarrista criou um riff melódico que era diferente de trabalhos anteriores da banda. Enquanto Slovak quase abandonou o riff com medo de ser uma saída do estilo do grupo, Beinhorn viu potencial na melodia e incentivou Slovak a transformá-la em uma música completa. Enquanto a banda estava duvidosa no início, cada membro começou a escrever suas próprias peças musicais e a música se tornou um dos três singles do álbum, "Behind the Sun".

## Composição

### Música
Kiedis recorda que durante a composição do álbum, Beinhorn encorajou-o a se afastar de seu estilo rap em favor dos vocais mais lentos. Na ocasião, Kiedis ficou muito desconfortável com sua voz, e sentiu que o novo estilo era "sentimental". Kiedis também observou que o guitarrista Hillel Slovak evoluiu durante o seu tempo longe do grupo What Is This?, e que havia adotado um estilo mais fluido em oposição ao seu original hard rock. Em Uplift, Slovak experimentou gêneros fora do funk tradicional, incluindo reggae e speed metal. Seu riff melódico apresentado na música "Behind the Sun" inspirou o grupo a criar canções "bonitas" com ênfase na melodia. Kiedis descreve a música como "inspiração pura de Hillel". Para criar efeitos psicodélicos, Slovak também utilizou uma talkbox sobre a canção "Funky Crime". Flea incorporou um estilo de baixo com slap, que se tornaria uma marca registrada do trabalho inicial da banda. O álbum conta com um cover de Bob Dylan, "Subterranean Homesick Blues", que abandona quase todo o seu estilo original vindo do folk em favor do estilo do grupo.

### Letras
A maioria das letras no álbum foca em amizades entre os membros da banda, sexo e a vida em Los Angeles. A reunião dos quatro membros originais do grupo teve uma grande influência sobre as letras. Kiedis também foi inspirado pelas suas experiências pessoais e também dos outros membros da banda. Durante a gravação de Freaky Styley, Kiedis e Hillel haviam feito uso pesado de  cocaína. Quando Slovak estava sob a influência da droga, ele costumava usar roupas de cores vivas e dançar, o que se tornou a inspiração para "Skinny Sweaty Man". A música "No Chump Love Sucker" também foi inspirada por Slovak que, durante a gravação do álbum, tinha sido trocado pela namorada por alguém que tinha "mais dinheiro e mais drogas".
"Funky Crime" era um reflexo de uma conversa entre a banda e George Clinton, enquanto estavam escrevendo e gravando Freaky Styley. Kiedis descreveu a canção como uma descrição lírica da conversa, sobre como a música em si é "daltônica", mas é "segregada pelos meios de comunicação e de rádio". Kiedis escreveu: "Me and My Friends", uma canção que "veio muito bem", enquanto dirigia  de São Francisco para sua casa com um amigo de infância, Joe Walters. "Backwoods" fala sobre a história do rock and roll. Kiedis disse que "Love Trilogy" tornou-se uma de suas canções favoritas do grupo, e é sobre "amar as coisas que não são necessariamente perfeitas ou sempre adoráveis". Ele explicou que "Durante anos, sempre que alguém iria questionar nossas letras, Flea diria, 'Leia 'Love Trilogy' e você saberá que as verdadeiras letras são sobre tudo.'"

## Lançamento
A EMI inicialmente se recusou a lançar o álbum, a menos que o Red Hot Chili Peppers mudasse o nome da música "Party on Your Pussy"; então a banda posteriormente renomeou a música para "Secret Song Especial Inside". The Uplift Mofo Party Plan foi lançado em 29 de setembro de 1987 e atingiu um pico de número 148 na Billboard 200, o que era muito maior do que qualquer dos álbuns anteriores da banda. Desde então o registro foi certificado de ouro nos Estados Unidos. A banda filmou um vídeo para o primeiro single do álbum, "Fight Like a Brave", no entanto a música não conseguiu atingir boas posições nas tabelas da Billboard. "Behind the Sun" não foi lançada como single até 1992, após a banda ter lançado dois álbuns seguintes, Mother's Milk e Blood Sugar Sex Magik. O single, que foi lançado para promover o  álbum de compilação What Hits!?, chegou ao número 7 na Billboard Alternative Songs.
O álbum também ajudou os Red Hot Chili Peppers a ganhar uma base de dedicados fãs cult em Los Angeles. Um desses fãs foi John Frusciante, que viria a se juntar à banda como guitarrista depois da morte de Slovak. Frusciante lembrou: "A primeira vez que vi o Red Hot Chili Peppers ao vivo foi no Variety Arts Center e foi incrível ... Eles estavam indo para este som pesado... foi a experiência mais mágica que eu já tive num show." Frusciante baseou muito do seu estilo de tocar no trabalho de Slovak e explicou: "Eu aprendi tudo o que precisava saber sobre como soar bem com Flea e estudando Hillel tocar..."

### Recepção critica
| Críticas profissionais | Críticas profissionais |
| Avaliações da crítica  | Avaliações da crítica  |
| Fonte                  | Avaliação              |
| ---------------------- | ---------------------- |
| Allmusic               | [ 31 ]                 |
| Sputnikmusic           | [ 32 ]                 |
| Rolling Stone          | [ 33 ]                 |

O álbum recebeu críticas mistas após seu lançamento em 1987. Duncan Strauss, do Los Angeles Times descreveu o álbum como "impreciso", enquanto ele elogiou a "proposta de sonoridade" de "Behind the Sun", mas sentiu que "esta é uma banda que está no comando do palco - mas com problemas no estúdio". Bill Meredith da Allmusic deu ao álbum quatro de cinco estrelas, observando que "A energia de ter estes quatro amigos de Los Angeles juntos novamente salta do hino de abertura "Fight Like a Brave" e a experimental "Funky Crime" ... Slovak e Irons levaram as coisas para os Chili Peppers que ninguém mais tem." Sayers Blaine da Consequence of Sound elogiou o trabalho de guitarra no álbum, dizendo que "Slovak prova com estas faixas que ele não era apenas um guitarrista funk, mas que ele podia embalar também com as melhores bandas de thrash metal dos anos 80."
No entanto, na The Rolling Stone Album Guide o autor Nathan Brackett era altamente critico com o álbum, dando-lhe duas das cinco estrelas. Ele achava que o álbum foi uma ligeira melhoria dos dois esforços anteriores do grupo, mas sentiu que o humor não convencional da banda prejudicou o álbum: "O quarteto da California traz um mínimo de estrutura para o The Uplift Mofo Party Plan, mas o seu humor —como o refrão na famosa "Party on Your Pussy" demonstra—não merece uma audiência em um vestiário de colégio."

## Turnê e morte de Slovak
A banda embarcou em uma extensa turnê internacional para promover o álbum. O Red Hot Chili Peppers observou que, durante a turnê, sua base de fãs tinha aumentado rapidamente, tanto em tamanho como em entusiasmo. Kiedis recordou "Durante a turnê Uplift lembro-me realmente de sentir uma mudança ocorrendo não só na quantidade de pessoas aparecendo nos shows, mas também na energia dos fãs".  Flea acrescentou que "Nós estávamos apaixonados com essas músicas e no quanto era divertido tocá-las."

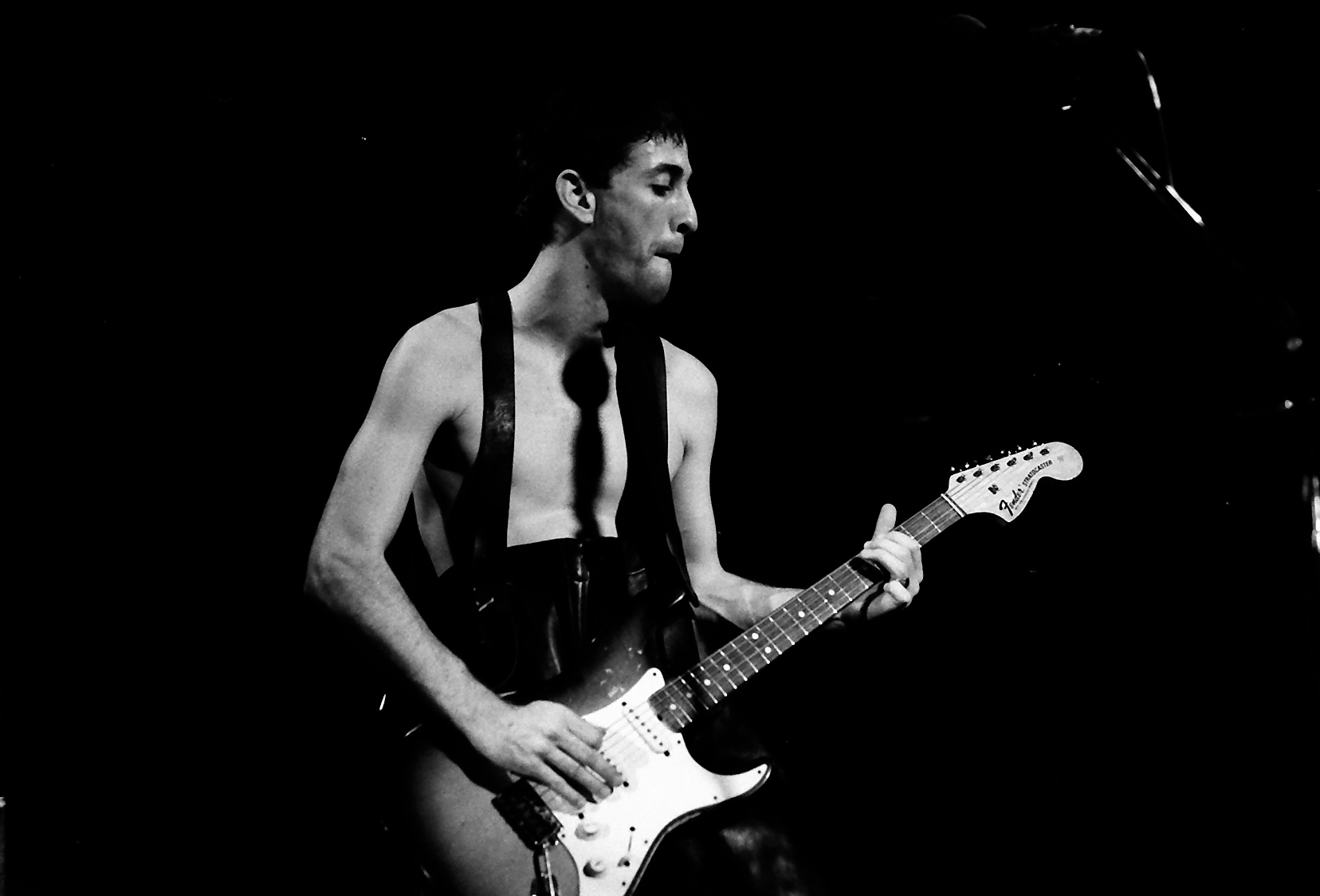
Poucas semanas depois turnê, Hillel Slovak morreu decorrente de uma overdose de heroína.

Apesar do novo entusiasmo  da banda, Kiedis e Slovak continuaram a lutar contra seus vícios de drogas, que estavam cada vez piores. Ambos pararam de usar heroína antes da turnê e decidiram ajudar um ao outro a "afastarem-se" da droga. Durante a tour, ambos experimentaram a retirada de heroína, com Slovak muito mais abalado do que Kiedis. Seus sintomas de abstinência afetaram sua capacidade de tocar seu instrumento, em um ponto em que Hillel teve um colapso mental e era incapaz de fazer um show, deixando o resto da banda a tocar um set inteiro sem guitarra. Ele se recuperou, alguns dias depois, mas seus companheiros de banda sentiram que ele não estava saudável o suficiente para fazer shows e o substituiu por DeWayne McKnight para algumas apresentações. Depois de alguns dias com McKnight, a banda decidiu dar a Slovak outra chance e ele voltou na parte européia da turnê. Kiedis tentou tirar Hillel da dependência de drogas, mas ele teve dificuldade em admitir que seu vício era grave o suficiente para precisar de ajuda médica.
Ao voltar para casa, Slovak se isolou do resto de seus companheiros de banda, e esforçou-se para se livrar das drogas sem o apoio mútuo de seus amigos, em particular de Kiedis. Poucas semanas depois do grupo ter voltado da turnê, os membros tentaram entrar em contato com Slovak, mas não conseguiram encontrá-lo por vários dias. Slovak foi encontrado morto pela polícia em seu apartamento em Hollywood em 27 de junho de 1988. Durante a autópsia, as autoridades determinaram que ele havia morrido em 25 de junho de 1988 devido a uma overdose de heroína. Irons posteriormente deixou o grupo, dizendo que ele não queria ser parte de um grupo onde seus amigos estavam morrendo. Kiedis e Flea debateram se deveriam continuar a fazer música, mas decidiram seguir em frente, na esperança de continuar o que Slovak "ajudou a construir". Os dois recrutaram o guitarrista de 18 anos de idade John Frusciante, que era fã do grupo e idolatrava Slovak. Para substituir Irons, o grupo realizou um extenso processo de audições e finalmente escolheram o baterista Chad Smith.

## Faixas
Todas as faixas escritas e compostas por Anthony Kiedis, Flea, Hillel Slovak e Jack Irons, exceto onde indicado. 
| N.º            | Título                                             | Compositor(es)                        | Duração |  |
| 1.             | "Fight Like a Brave"                               |                                       | 3:52    |  |
| 2.             | "Funky Crime"                                      |                                       | 2:59    |  |
| 3.             | "Me & My Friends"                                  |                                       | 3:07    |  |
| 4.             | "Backwoods"                                        |                                       | 3:06    |  |
| 5.             | "Skinny Sweaty Man"                                |                                       | 1:15    |  |
| 6.             | "Behind the Sun"                                   | Beinhorn, Flea, Irons, Kiedis, Slovak | 4:39    |  |
| 7.             | "Subterranean Homesick Blues" (cover de Bob Dylan) | Bob Dylan                             | 2:32    |  |
| 8.             | "Special Secret Song Inside"                       |                                       | 3:14    |  |
| 9.             | "No Chump Love Sucker"                             |                                       | 2:40    |  |
| 10.            | "Walkin' on Down the Road"                         | Flea, Irons, Kiedis, Martinez, Slovak | 3:48    |  |
| 11.            | "Love Trilogy"                                     |                                       | 2:39    |  |
| 12.            | "Organic Anti-Beat Box Band"                       |                                       | 4:03    |  |
| Duração total: | Duração total:                                     | Duração total:                        | 37:50   |  |

| Faixas bônus da versão remasterizada de 2003 |                                       |                |         |  |
| N.º                                          | Título                                | Compositor(es) | Duração |  |
| 13.                                          | "Behind the Sun" (demo instrumental)  |                | 2:55    |  |
| 14.                                          | "Me & My Friends" (demo instrumental) |                | 1:55    |  |
| Duração total:                               | Duração total:                        | Duração total: | 43:07   |  |

## Créditos
Red Hot Chili Peppers
- Anthony Kiedis – vocalista principal, guitarra rítmica
- Flea – baixo, backing vocals
- Hillel Slovak – guitarra líder, sitar em "Behind the Sun", vocoder, backing vocals
- Jack Irons – bateria, backing vocals

Músicos adicionais
- Michael Beinhorn – backing vocals
- John Norwood Fisher – backing vocals
- David Kendly – backing vocals
- Angelo Moore – backing vocals
- Annie Newman – backing vocals

Gravação
- Michael Beinhorn – produção
- Russell Bracher – assistente de mixagem
- Judy Clapp – engenheiro de gravação
- Stan Katayama – assistente de mixagem
- John Potoker – mixagem
- Howie Weinberg –engenheiro de masterização

Adicional
- Nels Israelson – fotografia
- Henry Marquez – direção de arte
- Gary Panter – ilustração da capa